# Bourguignon-lès-la-Charité
Bourguignon-lès-la-Charité ist eine Gemeinde im französischen Département Haute-Saône in der Region Bourgogne-Franche-Comté.

## Geographie
Bourguignon-lès-la-Charité liegt auf einer Höhe von 230 m über dem Meeresspiegel, etwa 30 Kilometer nördlich der Stadt Besançon (Luftlinie). Das Dorf erstreckt sich im Zentrum des Départements, im Saônebecken, in der breiten Niederung südlich der Romaine, am Nordwestrand der Hügellandschaft zwischen Saône und Ognon.
Die Fläche des 4,25 km² großen Gemeindegebiets umfasst einen Abschnitt der leicht gewellten Landschaft südöstlich der Saône. Von Südosten nach Nordwesten wird das Gebiet von der Talniederung der Romaine durchquert, die etwas mehr als einen Kilometer breit ist und durchschnittlich auf 225 m liegt. Die fruchtbaren Alluvialböden werden überwiegend landwirtschaftlich genutzt. Flankiert wird die Niederung auf beiden Seiten von Anhöhen, die aus tertiären Ablagerungen bestehen. Im Süden erstreckt sich das Gemeindeareal in die Waldung des Bois des Vaivrottes. Mit 251 m wird hier die höchste Erhebung von Bourguignon-lès-la-Charité erreicht.
Nachbargemeinden von Bourguignon-lès-la-Charité sind Neuvelle-lès-la-Charité und Lieffrans im Norden, Grandvelle-et-le-Perrenot im Osten sowie Fretigney-et-Velloreille im Süden und Westen.

## Geschichte
Erstmals urkundlich erwähnt wird Bourguignon im Jahr 1156 als Besitz des Klosters La Charité. Im Mittelalter gehörte das Dorf zur Freigrafschaft Burgund und darin zum Gebiet des Bailliage d’Amont. Zusammen mit der Franche-Comté gelangte Bourguignon mit dem Frieden von Nimwegen 1678 definitiv an Frankreich. Seit 2007 ist Bourguignon-lès-la-Charité Mitglied des 20 Ortschaften umfassenden Gemeindeverbandes Communauté de communes des Monts de Gy.

## Sehenswürdigkeiten
Die Kirche von Bourguignon-lès-la-Charité wurde 1740 erbaut. Zur reichen Ausstattung gehören die skulptierte Holzkanzel (17. Jahrhundert), ein Altar (18. Jahrhundert) und verschiedene Grabplatten. 
Über die Romaine führt eine Steinbrücke aus dem 19. Jahrhundert.

## Bevölkerung
| Jahr                       | 1962 | 1968 | 1975 | 1982 | 1990 | 1999 |
| Einwohner                  | 134  | 128  | 119  | 125  | 114  | 126  |
| Quellen: Cassini und INSEE |      |      |      |      |      |      |

Mit 104 Einwohnern (1. Januar 2022) gehört Bourguignon-lès-la-Charité zu den kleinen Gemeinden des Département Haute-Saône. Nachdem die Einwohnerzahl in der ersten Hälfte des 20. Jahrhunderts abgenommen hatte (1881 wurden noch 191 Personen gezählt), wurde seit Beginn der 1990er Jahre wieder ein leichtes Bevölkerungswachstum verzeichnet.

## Wirtschaft und Infrastruktur
Bourguignon-lès-la-Charité war bis weit ins 20. Jahrhundert hinein ein vorwiegend durch die Landwirtschaft (Ackerbau, Obstbau und Viehzucht) und die Forstwirtschaft geprägtes Dorf. Außerhalb des primären Sektors gibt es nur wenige Arbeitsplätze im Dorf. Einige Erwerbstätige sind auch Wegpendler, die in den größeren Ortschaften der Umgebung ihrer Arbeit nachgehen.
Der Ort liegt abseits der größeren Durchgangsachsen, ist aber von der Hauptstraße D474, die von Gray via Gy nach Vesoul führt, leicht erreichbar. Weitere Straßenverbindungen bestehen mit Fretigney-et-Velloreille, Grandvelle-et-le-Perrenot, Lieffrans und Fresne-Saint-Mamès.